# Fernando Santos
Fernando Manuel Fernandes da Costa Santos ili kraće Fernando Santos (Lisabon, Portugal, 10. listopada 1954.) je portugalski nogometni trener i bivši igrač. Trenutačno je izbornik Azerbajdžana.
Dana 4. veljače 2010. Fernando Santos je izabran za najboljeg trenera desetljeća u grčkom prvenstvu na svečanoj ceremoniji proslave 50 godina nogometa u Grčkoj.

## Karijera

### Igračka karijera
Fernando Santos je igračku karijeru počeo u omladinskom pogonu Benfice dok je kao senior igrao u Marítimo i Estoril Praiji gdje je prerano prekinuo profesionalnu karijeru u 21. godini.

### Trenerska karijera
Santos je diplomirao na Politehničkom institutu kao inženjer elektrotehnike i telekomunikacija 1977. godine te je dobio nadimak "El Mechanico". Tako je radio kao inženjer održavanja u hotelu.
Prvi klub koji je Fernando Santos počeo trenirati bio je Estoril u kojem je završio igračku karijeru. S klubom je uspio proći dvije razine portugalskog nogometa te se plasirati u prvu ligu.
Godine 1994. je preuzeo Estrela da Amadoru dok 1998. prelazi u Porto gdje u svojoj prvoj sezoni osvaja domaće prvenstvo i Superkup. Time je postao posljednji trener s kojim je Porto uspio osvojiti pet uzastopnih naslova prvaka države što je najduži niz i rekord u portugalskoj klupskoj nogometnoj povijesti. Sljedeće sezone (1999./00.) Santos je s Portom u posljednjem kolu propustio osvojiti šesti uzastopni naslov prvaka. Ostvareni uspjesi te sezone bili su osvajanje portugalskog kupa i Superkupa te plasman kluba u četvrtfinale Lige prvaka. Prema rangiranju kojeg je 2000. objavila FIFA, Fernando Santos je stavljen na deveto mjesto najboljeg trenera na svijetu.
Godine 2001. Fernando Santos napušta Portugal te preuzima AEK Atenu s kojom je osvojio grčki kup dok je nacionalno prvenstvo propustio osvojiti zbog lošije gol-razlike u odnosu na Olympiacos. Nakon jedne sezone provedene u klubu, Santos preuzima Panathinaikos a 2003. se vraća u domovinu gdje je potpisao za Sporting Lisabon. Završetkom sezone Santos u Grčkoj ponovo postaje trenerom AEK Atene. Momčad je temeljio na mladim igračima te je s AEK-om stigao do polufinala grčkog kupa a prvenstvo je završio na trećem mjestu (svega tri boda manje od prvaka).
Nakon dvije sezone u grčkom klubu, 20. svibnja 2006. objavljeno je da će Fernando Santos prijeći u lisabonsku Benficu gdje je igrao u mlađim uzrastima. Tu sezonu (2006./07.) Benfica je okončala na trećem mjestu. Klub je propustio plasman u Ligu prvaka te mu je nedostajao svega bod za drugo, odnosno dva boda za prvo mjesto (koje je osvojio Porto). Trener je vodio klub tijekom priprema za sljedeću sezonu te je tada kapetan kluba i najbolji strijelac Simão transferiran u Atlético Madrid. Ubrzo nakon toga klupski odbor Benfice je 20. kolovoza 2007. otpustio Santosa. Jedan od razloga bio je i neriješeni rezultat protiv Leixõesa u prvom kolu portugalskog prvenstva u sezoni 2007./08. Zamijenio ga je bivši španjolski izbornik José Antonio Camacho koji je u prošlosti trenirao Benficu.
U rujnu 2007. Santos po treći puta odlazi u Grčku gdje potpisuje trogodišnji ugovor s PAOK Solunom. Prilikom preuzimanja kluba, trener je predstavio "trogodišnji plan" o oživljavanju kluba za koji je tada zaigrao Theodoros Zagorakis, kapetan zlatne grčke reprezentacije iz 2004. Santos je ispunio svoje obećanje te je vodio PAOK do osvajanja drugog mjesta u grčkom prvenstvu u sezoni 2009./10. Tijekom press konferencije 19. svibnja 2010., Fernando Santos je objavio svoju namjeru da će napustiti klub.
Dana 1. srpnja 2010. Grčki nogometni savez je objavio da je angažirao Fernanda Santosa za novog izbornika grčke reprezentacije za sljedeće dvije godine. Nakon dugih pregovora, grčki savez je odlučio da će Santos biti idealna zamjena bivšem izborniku Ottu Rehhagelu.
Santos je reprezentaciju vodio u kvalifikacijama za EURO 2012. te je s njome uspio osvojiti prvo mjesto u kvalifikacijskoj skupini s Hrvatskom te plasirati Grčku na Europsko prvenstvo. Istim uspjehom Santos je nastavio i u sljedećem kvalifikacijskom ciklusu u kojem se Grčka uspjela kvalificirati na Svjetsko prvenstvo u Brazilu 2014.
Dana 23. rujna 2014. Portugalski nogometni savez je potpisao ugovor sa Santosom.

## Osvojeni klupski trofeji
| Klub      | Trofej                | Godina    |
| Portugal  | Portugal              | Portugal  |
| --------- | --------------------- | --------- |
| Porto     | Portugalsko prvenstvo | 1998./99. |
| Porto     | Portugalski kup       | 1999./00. |
| Porto     | Portugalski kup       | 2000./01. |
| Porto     | Portugalski Superkup  | 1998./99. |
| Porto     | Portugalski Superkup  | 1999./00. |
| Grčka     |                       |           |
| AEK Atena | Grčki kup             | 2001./02. |

## Vanjske poveznice
- Profil Fernanda Santosa  Arhivirana inačica izvorne stranice od 22. rujna 2008. (Wayback Machine)